# Cantone di Saint-Valery-en-Caux
Il Cantone di Saint-Valery-en-Caux è una divisione amministrativa degli arrondissement di Dieppe e di Le Havre.
A seguito della riforma complessiva dei cantoni del 2014 è passato da 14 a 77 comuni.

## Composizione
Prima della riforma del 2014 comprendeva i comuni di:
- Blosseville
- Cailleville
- Drosay
- Gueutteville-les-Grès
- Ingouville
- Manneville-ès-Plains
- Le Mesnil-Durdent
- Néville
- Pleine-Sève
- Sainte-Colombe
- Saint-Riquier-ès-Plains
- Saint-Sylvain
- Saint-Valery-en-Caux
- Veules-les-Roses

Dal 2015 comprende i comuni di:
- Alvimare
- Ancourteville-sur-Héricourt
- Angiens
- Anglesqueville-la-Bras-Long
- Auberville-la-Manuel
- Autigny
- Auzouville-Auberbosc
- Bennetot
- Bermonville
- Bertheauville
- Bertreville
- Beuzeville-la-Guérard
- Blosseville
- Bosville
- Le Bourg-Dun
- Bourville
- Brametot
- Butot-Vénesville
- Cailleville
- Canouville
- Cany-Barville
- La Chapelle-sur-Dun
- Clasville
- Cleuville
- Cléville
- Cliponville
- Crasville-la-Mallet
- Crasville-la-Rocquefort
- Drosay
- Envronville
- Ermenouville
- Fauville-en-Caux
- Fontaine-le-Dun
- Foucart
- La Gaillarde
- Grainville-la-Teinturière
- Gueutteville-les-Grès
- Le Hanouard
- Hattenville
- Hautot-l'Auvray
- Héberville
- Houdetot
- Ingouville
- Malleville-les-Grès
- Manneville-ès-Plains
- Le Mesnil-Durdent
- Néville
- Normanville
- Ocqueville
- Oherville
- Ouainville
- Ourville-en-Caux
- Paluel
- Pleine-Sève
- Ricarville
- Rocquefort
- Saint-Aubin-sur-Mer
- Saint-Martin-aux-Buneaux
- Saint-Pierre-Lavis
- Saint-Pierre-le-Vieux
- Saint-Pierre-le-Viger
- Saint-Riquier-ès-Plains
- Saint-Sylvain
- Saint-Vaast-Dieppedalle
- Saint-Valery-en-Caux
- Sainte-Colombe
- Sainte-Marguerite-sur-Fauville
- Sasseville
- Sommesnil
- Sotteville-sur-Mer
- Thiouville
- Trémauville
- Veauville-lès-Quelles
- Veules-les-Roses
- Veulettes-sur-Mer
- Vittefleur
- Yébleron